# Dendronephthya colombiensis
Dendronephthya colombiensis is een zachte koraalsoort uit de familie Nephtheidae. De koraalsoort komt uit het geslacht Dendronephthya. Dendronephthya colombiensis werd in 1909 voor het eerst wetenschappelijk beschreven door Henderson. 